# Narella leilae
Narella leilae is een zachte koraalsoort uit de familie Primnoidae. De koraalsoort komt uit het geslacht Narella. Narella leilae werd in 1951 voor het eerst wetenschappelijk beschreven door Bayer. 